# Route européenne 57
Pour les articles homonymes, voir E57 (homonymie) et Route 57.
La route européenne 57 (E57) est une route reliant Sattledt (en Autriche) à Ljubljana (en Slovénie).

## Tracé

### Autriche
En Autriche, la route E57 se confond avec :
| (Auto)route | Tracé                                  | Villes traversées | Routes européennes croisées            |
| ----------- | -------------------------------------- | ----------------- | -------------------------------------- |
|             | Entre Sattledt et Strass in Steiermark | Liezen, Graz      | à Sattledt à Liezen à Graz depuis Graz |

### Slovénie
En Slovénie, la route E57 se confond avec :
| (Auto)route | Tracé                      | Villes traversées | Routes européennes croisées |
| ----------- | -------------------------- | ----------------- | --------------------------- |
|             | Entre Šentilj et Ljubljana | Maribor, Celje    | jusqu'à Maribor à Ljubljana |